# Соломатин, Андрей Юрьевич
Андре́й Ю́рьевич Солома́тин (род. 9 сентября 1975, Москва) — российский футболист, защитник, полузащитник.

## Карьера

### Игровая карьера
Воспитанник СДЮСШОР московского «Торпедо». Карьера осложнялась многочисленными травмами.
В составе сборной России играл на чемпионате мира 2002 года.
Играл в Лиге футбольных гостевых за любительскую команду «РБФанс».

### Тренерская карьера
С февраля 2013 по 2015 работал в футбольной школе «Чертаново» помощником главного тренера молодёжной команды и тренером юношеских отделений.
С мая 2018 года занимается тренировкой детей и юношей в футбольной школе Андрея Соломатина.
С августа 2022 года — тренер медиафутбольной команды ЛФК «Рома».

## Матчи за сборную России
| Матчи Соломатина за сборную России | Матчи Соломатина за сборную России | Матчи Соломатина за сборную России | Матчи Соломатина за сборную России | Матчи Соломатина за сборную России | Матчи Соломатина за сборную России |
| ---------------------------------- | ---------------------------------- | ---------------------------------- | ---------------------------------- | ---------------------------------- | ---------------------------------- |
| №                                  | Дата                               | Оппонент                           | Счёт                               | Голы Соломатина                    | Соревнование                       |
| 1                                  | 11 ноября 1998                     | Бразилия                           | 1:5                                | —                                  | Товарищеский матч                  |
| 2                                  | 26 апреля 2000                     | США                                | 2:0                                | —                                  | Товарищеский матч                  |
| 3                                  | 16 августа 2000                    | Израиль                            | 1:0                                | —                                  | Товарищеский матч                  |
| 4                                  | 17 мая 2002                        | Беларусь                           | 1:1                                | 1                                  | Кубок LG                           |
| 5                                  | 19 мая 2002                        | Югославия                          | 1:1                                | —                                  | Кубок LG                           |
| 6                                  | 5 июня 2002                        | Тунис                              | 2:0                                | —                                  | Финальные матчи ЧМ-2002            |
| 7                                  | 9 июня 2002                        | Япония                             | 0:1                                | —                                  | Финальные матчи ЧМ-2002            |
| 8                                  | 14 июня 2002                       | Бельгия                            | 2:3                                | —                                  | Финальные матчи ЧМ-2002            |
| 9                                  | 7 сентября 2002                    | Ирландия                           | 4:2                                | —                                  | Отборочные матчи ЧЕ-2004           |
| 10                                 | 16 октября 2002                    | Албания                            | 4:1                                | —                                  | Отборочные матчи ЧЕ-2004           |
| 11                                 | 12 февраля 2003                    | Кипр                               | 1:0                                | —                                  | Международный турнир КФФ 2003      |
| 12                                 | 13 февраля 2003                    | Румыния                            | 4:2                                | —                                  | Международный турнир КФФ 2003      |
| 13                                 | 10 сентября 2003                   | Швейцария                          | 4:1                                | —                                  | Отборочные матчи ЧЕ-2004           |

Итого по официальным матчам: 13 матчей / 1 гол; 8 побед, 2 ничьих, 3 поражения.

## Достижения
- Чемпион России 2003 года в составе ЦСКА.
- Серебряный призёр чемпионата России — 1995, 1999, 2000, 2001, 2002, 2004 годов.
- Бронзовый призёр чемпионата России 1998.
- Обладатель Кубка России — 1996, 1997, 2000, 2001, 2002 годов.
- Обладатель Суперкубка чемпионата России 2004.
- За национальную сборную России сыграл 13 матчей, забил 1 гол.
- За олимпийскую сборную России сыграл 3 матча.
- Участник чемпионата мира 2002 года.

## Личная жизнь
Две дочери от первого брака. Вторая жена Наталья имеет сына.
После окончания футбольной карьеры в 2007 году занялся бизнесом.
В декабре 2022 года в рамках гуманитарной миссии посетил Донбасс. В августе 2023 года принял участие в российском вторжении на Украину, вступил в российский добровольческий батальон «Эспаньола».